# Eucommiales

Eucommiales é o nome botânico de uma ordem de plantas com flor. Esta ordem foi reconhecida pelo sistema Cronquist, colocada na subclasse Hamamelidae, consistindo em apenas uma espécie, Eucommia ulmoides.
No sistema APG II esta ordem não existe. A família Eucommiaceae é colocada na ordem Garryales.